# Осада Каменца-Подольского (1652)
Осада Каменца-Подольского — эпизод восстания Хмельницкого. После победы в битвы под Батогом казацкое войско пыталось развить успех и взяло в осаду Каменец-Подольский. Авангардом казацкого войска, подошедщего к Каменцу-Подольскому, руководил старший сын Богдана Хмельницкого Тимофей Хмельницкий. Осада продлилась две недели, но не увенчалась успехом. Крепость обороняли опытные военачальники Станислав Ревера Потоцкий и Станислав Лянцкоронский. Хмельницкий был вынужден снять осаду из-за отсутствия у него осадной артиллерии, свирепствовавшей в Подолье эпидемии чумы, а также из-за неблагонадёжности крымскотатарских союзников, спешивших в Крым с захваченным ясырём.